# Platylampona mazeppa
Genre
Espèce
Platylampona mazeppa, unique représentant du genre Platylampona, est une espèce d'araignées aranéomorphes de la famille des Lamponidae.

## Distribution
Cette espèce est endémique d'Australie. Elle se rencontre dans l'Est du Queensland et dans le Nord-Est de la Nouvelle-Galles du Sud.

## Description
Le mâle holotype mesure 2,9 mm et la femelle 3,8 mm.

## Étymologie
Son nom d'espèce lui a été donné en référence au lieu de sa découverte, le parc national Mazeppa.

## Publication originale
- Platnick, 2004 : On a third group of flattened ground spiders from Australia (Araneae, Lamponidae). American Museum novitates, no 3462, p. 1-7 (texte intégral).